# Santissimo Crocifisso nel Cimitero di Santo Spirito
Santissimo Crocifisso nel Cimitero di Santo Spirito var en kyrkobyggnad i Rom, helgad åt den korsfäste Kristus. Kyrkan var belägen vid dagens Via Urbano VIII i Rione Trastevere.

## Kyrkans historia
Kyrkan uppfördes år 1744 som begravningskapell för Ospedale di Santo Spirito, ett sjukhus grundat år 1204 av påve Innocentius III (1198–1216). Kyrkan var belägen på Cimitero di Santo Spirito, den Helige Andes kyrkogård, och ritades av Ferdinando Fuga.
Kort efter Italiens enande år 1871 exproprierades delar av kyrkogården samt kapellet för att anlägga Passeggiata del Gianicolo samt uppförandet av Collegio di Propaganda Fide, nuvarande Pontificio Collegio Urbano de Propaganda Fide.
Kyrkans grundplan var elliptisk. Det råder osäkerhet när rivningen ägde rum.